# Clubiona vacuna
Clubiona vacuna là một loài nhện trong họ Clubionidae.
Loài này thuộc chi Clubiona. Clubiona vacuna được Ludwig Carl Christian Koch miêu tả năm 1873.